# ヴァージル・トムソン
ヴァージル・トムソン（Virgil Thomson, 1896年11月25日 - 1989年9月30日）は、アメリカ合衆国の作曲家。

## 経歴
ミズーリ州カンザスシティ出身。地方の田園生活がトムソンの作品に郷土色をもたらしている。アーロン・コープランドと同じく、パリでナディア・ブーランジェに師事した。パリではフランス6人組やパブロ・ピカソと交遊を持った。帰国後、ニューヨークで名声を得る。1940年から1954年までの間ニューヨーク・ヘラルド・トリビューン紙で音楽評論を担当した。
1930年代には劇場音楽や映画音楽を手がける。最初に担当した映画はRA（再入植庁）後援の「大平原を耕す鋤」だった。また1949年には「ルイジアナ物語」の音楽でピューリッツァー賞を受賞した。オペラではガートルード・スタインが脚本を担当した「三幕の四人の聖人」「われらすべての母」がある。
その他の作品には、3つの交響曲、フルート協奏曲、ハープ協奏曲、チェロ協奏曲、ピアノ曲、室内楽曲、3つのミサ曲、レクイエムなどがある。作曲家としてアーロン・コープランドらに影響を与えた。

## 文献
- Tommasini, Anthony, Virgil Thomson: Composer on the Aisle (New York City: W.W. Norton & Company, 1999)